# Municipio de Thorp
El municipio de Thorp (en inglés: Thorp Township) es un municipio ubicado en el condado de Clark en el estado estadounidense de Dakota del Sur. En el año 2010 tenía una población de 46 habitantes y una densidad poblacional de 0,49 personas por km².

## Geografía
El municipio de Thorp se encuentra ubicado en las coordenadas 45°0′53″N 97°41′11″O / 45.01472, -97.68639. Según la Oficina del Censo de los Estados Unidos, el municipio tiene una superficie total de 93.03 km², de la cual 91,09 km² corresponden a tierra firme y (2,09 %) 1,94 km² es agua.

## Demografía
Según el censo de 2010, había 46 personas residiendo en el municipio de Thorp. La densidad de población era de 0,49 hab./km². De los 46 habitantes, el municipio de Thorp estaba compuesto por el 100 % blancos. Del total de la población el 0 % eran hispanos o latinos de cualquier raza.